# Lenguas ijoides

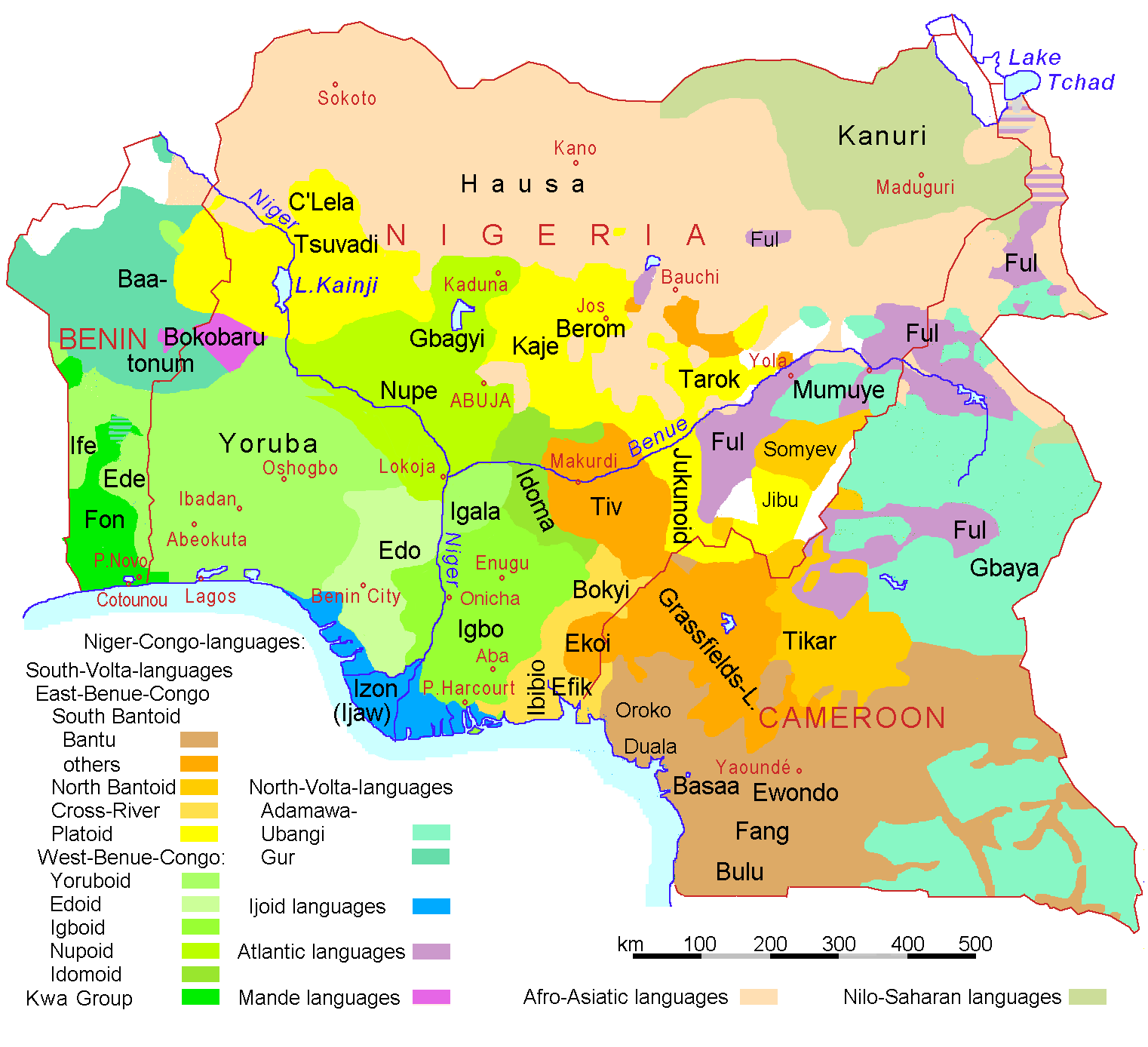
Lenguas ijoides en azul, en el áreal del delta del río Níger.

Las lenguas ijoides constituyen un grupo de lenguas africanas habladas por los ịjọ y los defaka habladas en el delta del río Níger, en Nigeria meridional. El número de hablantes total ronda los dos millones de personas. De todas las lenguas de la familia, la más hablada con diferencia sería el idioma ịzọn, con aproximadamente un millón de hablantes, seguida del okrike-kalabari con más de medio millón. La familia generalmente se divide en dos ramas, las lenguas ịjọ y el idioma defaka. La rama ịjọ consiste en aproximadamente 9 o 10 lenguas distintas. El defaka, con unos centenares de hablantes, constituye por sí mismo una de las dos ramas de las lenguas ijoides.

## Clasificación
Greenberg (1963) consideró inicialmente que las lenguas ijoides constituían el mismo subgrupo filogenético que las lenguas kwa. Sin embargo el trabajo de Bennett y Sterk (1977) permitió establecer que las lenguas kru y las lenguas ijoides eran grupos de lenguas nigerocongolesas independientes.

### Clasificación interna
La familia ijoide está bien estudiada y las principales divisiones bien establecidas, y existe un reconstrucción iniciada por parte de Williamson (2000). La clasificación interna debida a Jenewari (1989) es la siguiente:

|  | Nkọrọ                                                                                |
|  |                                                                                      |
|  | \| \| Ịḅanị \| \| \| \| \| \| Kalaḅari \| \| \| \| \| \| Kịrịkẹ (Okrike) \| \| \| \| |
|  |                                                                                      |
|  | Ịḅanị                                                                                |
|  |                                                                                      |
|  | Kalaḅari                                                                             |
|  |                                                                                      |
|  | Kịrịkẹ (Okrike)                                                                      |
|  |                                                                                      |

|  | Ịḅanị           |
|  |                 |
|  | Kalaḅari        |
|  |                 |
|  | Kịrịkẹ (Okrike) |
|  |                 |

|  | Nembe          |
|  |                |
|  | Akaha (Akassa) |
|  |                |

|  | Nkọrọ                                                                                |
|  |                                                                                      |
|  | \| \| Ịḅanị \| \| \| \| \| \| Kalaḅari \| \| \| \| \| \| Kịrịkẹ (Okrike) \| \| \| \| |
|  |                                                                                      |
|  | Ịḅanị                                                                                |
|  |                                                                                      |
|  | Kalaḅari                                                                             |
|  |                                                                                      |
|  | Kịrịkẹ (Okrike)                                                                      |
|  |                                                                                      |

|  | Ịḅanị           |
|  |                 |
|  | Kalaḅari        |
|  |                 |
|  | Kịrịkẹ (Okrike) |
|  |                 |

|  | Nembe          |
|  |                |
|  | Akaha (Akassa) |
|  |                |

|  | Ịzọn                                                                               |
|  |                                                                                    |
|  | \| \| Biseni \| \| \| \| \| \| Akịta (Okordia) \| \| \| \| \| \| Oruma \| \| \| \| |
|  |                                                                                    |
|  | Biseni                                                                             |
|  |                                                                                    |
|  | Akịta (Okordia)                                                                    |
|  |                                                                                    |
|  | Oruma                                                                              |
|  |                                                                                    |

|  | Biseni          |
|  |                 |
|  | Akịta (Okordia) |
|  |                 |
|  | Oruma           |
|  |                 |

|  | Nkọrọ                                                                                |
|  |                                                                                      |
|  | \| \| Ịḅanị \| \| \| \| \| \| Kalaḅari \| \| \| \| \| \| Kịrịkẹ (Okrike) \| \| \| \| |
|  |                                                                                      |
|  | Ịḅanị                                                                                |
|  |                                                                                      |
|  | Kalaḅari                                                                             |
|  |                                                                                      |
|  | Kịrịkẹ (Okrike)                                                                      |
|  |                                                                                      |

|  | Ịḅanị           |
|  |                 |
|  | Kalaḅari        |
|  |                 |
|  | Kịrịkẹ (Okrike) |
|  |                 |

|  | Nembe          |
|  |                |
|  | Akaha (Akassa) |
|  |                |

|  | Nkọrọ                                                                                |
|  |                                                                                      |
|  | \| \| Ịḅanị \| \| \| \| \| \| Kalaḅari \| \| \| \| \| \| Kịrịkẹ (Okrike) \| \| \| \| |
|  |                                                                                      |
|  | Ịḅanị                                                                                |
|  |                                                                                      |
|  | Kalaḅari                                                                             |
|  |                                                                                      |
|  | Kịrịkẹ (Okrike)                                                                      |
|  |                                                                                      |

|  | Ịḅanị           |
|  |                 |
|  | Kalaḅari        |
|  |                 |
|  | Kịrịkẹ (Okrike) |
|  |                 |

|  | Nembe          |
|  |                |
|  | Akaha (Akassa) |
|  |                |

|  | Ịzọn                                                                               |
|  |                                                                                    |
|  | \| \| Biseni \| \| \| \| \| \| Akịta (Okordia) \| \| \| \| \| \| Oruma \| \| \| \| |
|  |                                                                                    |
|  | Biseni                                                                             |
|  |                                                                                    |
|  | Akịta (Okordia)                                                                    |
|  |                                                                                    |
|  | Oruma                                                                              |
|  |                                                                                    |

|  | Biseni          |
|  |                 |
|  | Akịta (Okordia) |
|  |                 |
|  | Oruma           |
|  |                 |

|  | Nkọrọ                                                                                |
|  |                                                                                      |
|  | \| \| Ịḅanị \| \| \| \| \| \| Kalaḅari \| \| \| \| \| \| Kịrịkẹ (Okrike) \| \| \| \| |
|  |                                                                                      |
|  | Ịḅanị                                                                                |
|  |                                                                                      |
|  | Kalaḅari                                                                             |
|  |                                                                                      |
|  | Kịrịkẹ (Okrike)                                                                      |
|  |                                                                                      |

|  | Ịḅanị           |
|  |                 |
|  | Kalaḅari        |
|  |                 |
|  | Kịrịkẹ (Okrike) |
|  |                 |

|  | Nembe          |
|  |                |
|  | Akaha (Akassa) |
|  |                |

|  | Nkọrọ                                                                                |
|  |                                                                                      |
|  | \| \| Ịḅanị \| \| \| \| \| \| Kalaḅari \| \| \| \| \| \| Kịrịkẹ (Okrike) \| \| \| \| |
|  |                                                                                      |
|  | Ịḅanị                                                                                |
|  |                                                                                      |
|  | Kalaḅari                                                                             |
|  |                                                                                      |
|  | Kịrịkẹ (Okrike)                                                                      |
|  |                                                                                      |

|  | Ịḅanị           |
|  |                 |
|  | Kalaḅari        |
|  |                 |
|  | Kịrịkẹ (Okrike) |
|  |                 |

|  | Nembe          |
|  |                |
|  | Akaha (Akassa) |
|  |                |

|  | Ịzọn                                                                               |
|  |                                                                                    |
|  | \| \| Biseni \| \| \| \| \| \| Akịta (Okordia) \| \| \| \| \| \| Oruma \| \| \| \| |
|  |                                                                                    |
|  | Biseni                                                                             |
|  |                                                                                    |
|  | Akịta (Okordia)                                                                    |
|  |                                                                                    |
|  | Oruma                                                                              |
|  |                                                                                    |

|  | Biseni          |
|  |                 |
|  | Akịta (Okordia) |
|  |                 |
|  | Oruma           |
|  |                 |

|  | Nkọrọ                                                                                |
|  |                                                                                      |
|  | \| \| Ịḅanị \| \| \| \| \| \| Kalaḅari \| \| \| \| \| \| Kịrịkẹ (Okrike) \| \| \| \| |
|  |                                                                                      |
|  | Ịḅanị                                                                                |
|  |                                                                                      |
|  | Kalaḅari                                                                             |
|  |                                                                                      |
|  | Kịrịkẹ (Okrike)                                                                      |
|  |                                                                                      |

|  | Ịḅanị           |
|  |                 |
|  | Kalaḅari        |
|  |                 |
|  | Kịrịkẹ (Okrike) |
|  |                 |

|  | Nembe          |
|  |                |
|  | Akaha (Akassa) |
|  |                |

|  | Nkọrọ                                                                                |
|  |                                                                                      |
|  | \| \| Ịḅanị \| \| \| \| \| \| Kalaḅari \| \| \| \| \| \| Kịrịkẹ (Okrike) \| \| \| \| |
|  |                                                                                      |
|  | Ịḅanị                                                                                |
|  |                                                                                      |
|  | Kalaḅari                                                                             |
|  |                                                                                      |
|  | Kịrịkẹ (Okrike)                                                                      |
|  |                                                                                      |

|  | Ịḅanị           |
|  |                 |
|  | Kalaḅari        |
|  |                 |
|  | Kịrịkẹ (Okrike) |
|  |                 |

|  | Nembe          |
|  |                |
|  | Akaha (Akassa) |
|  |                |

|  | Ịzọn                                                                               |
|  |                                                                                    |
|  | \| \| Biseni \| \| \| \| \| \| Akịta (Okordia) \| \| \| \| \| \| Oruma \| \| \| \| |
|  |                                                                                    |
|  | Biseni                                                                             |
|  |                                                                                    |
|  | Akịta (Okordia)                                                                    |
|  |                                                                                    |
|  | Oruma                                                                              |
|  |                                                                                    |

|  | Biseni          |
|  |                 |
|  | Akịta (Okordia) |
|  |                 |
|  | Oruma           |
|  |                 |

## Características lingüísticas

### Fonología
Las lenguas ijo distinguen entre vocales articuladas con la raíz de la lengua adelantada (+ATR) y vocales con la raíz de la lengua retrasada (−ATR). Para ilustrar esta diferencia puede considerarse el dilaecto fante del akán, que tiene quince vocales: cinco con el rasgo +ATR, cinco con el rasgo −ATR y cinco vocales nasales adicionales, las vocales no nasales son:
| Orto- grafía | +ATR | −ATR | Equivalente aproximado |
| ------------ | ---- | ---- | ---------------------- |
| i / ị        | /i̘/  |      | [i]                    |
| e            | /e̘/  | /i/  | [e], [ɪ]               |
| ɛ / ẹ        |      | /e/  | [ɛ]                    |
| a            | /a̘/  | /a/  | [æ], [ɑ]               |
| ɔ / ọ        |      | /o/  | [ɔ]                    |
| o            | /o̘/  | /u/  | [o], [ʊ]               |
| u            | /u̘/  |      | [u]                    |
En esta lengua existen dos lenguas de sinarmonía que gobiernan qué vocales pueden aparecer dentro de la misma palabra:
1. Todas las vocales −ATR se convierten en +ATR cuando van seguidas de una vocal +ATR periférica (/i̘ a̘ u̘/). Es decir, las vocales ortográficas e ɛ a ɔ o se conviertene en i e a o u ante i u y a veces ante a.
2. Una vez aplicada la regla anterior, la vocales medias +ATR (/e̘ o̘/) pasan a vocales cerradas −ATR (/i u/) cuando van precedidas por un vocal no cerrada −ATR (/e a o/). (Esto no se refleja en la ortografía, para vocales subyacentes que se reflejan por escrito como e o.)

### Morfología
En ijo existen vestigios de clases nominales, el prefijo a- marca el plural de nombres precedidos de modificador. Algunas vocales iniciales también parecen ser residuos de prefijos de clase nominal.
Los pronombres muestra vestigios de la distinción entre posesión alineable y inalienable. Las lenguas ijoides han desarrollado un sistema de género gramatical nuevo que en nombres referidos a seres distingue siempre entre masculino y femenino, en otros nombres a veces se distingue entre género masculino y un género neutro (en la forma de singular de ciertos determinantes).

### Sintaxis
Las lenguas ijoides son una forma de la familia de las lenguas Níger-Congo y tienen forma de Sujeto Objeto Verbo, lo cual es peculiar dentro de la familia de lenguas Níger-Congo. Cuando intervienen modales y auxiliares de tiempo el orden es SAOVM (sujeto auxiliar objeto verbo modal). En la frase nominal el orden sigue las siguientes restricciones:
Gen + N
Pos + N
Adj + N
Num + N
Dem + N
que, excepto la última son órdenes típicos de lenguas de núcleo final.

### Comparación léxica
Los numerales en diferentes lenguas ịjọides son:
| GLOSA | Ịjọ occidental | Ịjọ occidental  | Ịjọ oriental | Ịjọ oriental | Ịjọ oriental      | Idioma Défàkà | PROTO- ỊJO | PROTO- ỊJOIDE |
| GLOSA | Ịzọn           | Akịta (Okordia) | Nkọrọ        | Ịḅanị        | Kalaḅari (Okrika) | Idioma Défàkà | PROTO- ỊJO | PROTO- ỊJOIDE |
| ----- | -------------- | --------------- | ------------ | ------------ | ----------------- | ------------- | ---------- | ------------- |
| '1'   | kɛnɪ́           | kɛ̀nɪ            | gbɔ́rí        | ŋ̀gɪ̀ɛ́         | ŋ̀gèi              | gbérí         | *kaŋãnɪ    | *kaŋãnɪ       |
| '2'   | mamʊ́           | maamʊ           | màmì         | m̀mɛ̀ɛ́         | màɪ̃               | mààmà         | *mããmɪ     | *mããmɪ        |
| '3'   | tǎrʊ           | taarʊ           | tárú         | tɛ́rɛ́         | tɛrɛ              | táátó         | *taarʊ     | *taarʊ        |
| '4'   | nóĩ́            | nii             | nɛ̃́ĩ́          | íní          | ineĩ              | nɛ́ì           | *-nõĩ      | *i-nõĩ        |
| '5'   | sɔ̃́rɔ̃́           | sɔ̃ːrɔ̃           | sɔ́nɔ́         | sɔ́nɔ́         | sɔnɔ              | túúnɔ̀         | *sɔŋɔ̃r̃ɔ̃    | *tʊŋʊ̃r̃ɔ(?)    |
| '6'   | sɔ̃́̌die          | sɔ̃zie           | sóníá        | sóníɛ́        | sonio             | màànɡò        | *sɔnɔ̃-diye |               |
| '7'   | sɔ́nɔ́ma         | sɔnɔmà          | sɔ́nɔ́mà       | sɔ́nɔ́mà       | sɔnɔmɛ̀            | túààmà        | *sɔnɔ̃-mãã  | *tʊŋʊ̃-mãã     |
| '8'   | níŋíni         | màà fùi         | nínì         | ínínè        | ninè              | túàtùà        | *níŋíni    | ?             |
| '9'   | isé            | sioni           | ísíéní       | éséníé       | esenie            | túùnèì        | *isionĩ    | ?             |
| '10'  | óí             | eji             | ójí          | ójí          | oji               | wóì           | *oji       | *wóji         |